# Slytherin
Slytherin es una de las cuatro casas en las que se dividen los estudiantes del Colegio Hogwarts en el universo de ficción de los libros y películas de la saga Harry Potter. Cada una de estas casas corresponde a uno de los fundadores de Hogwarts, en este caso a Salazar Slytherin.
Los estudiantes de Slytherin tienen una gran reputación en el mundo mágico debido a sus éxitos, aunque no tan buena en la propia escuela por su gran rivalidad y tremenda competitividad sobre todo, además de que tienen una fuertísima rivalidad con Gryffindor. Sin embargo, consideran un honor haber sido admitidos en Slytherin por su larga historia y tradiciones, además de ser aquella que acogió al mago Merlín entre otros grandes magos históricos conocidos.
Slytherin apreciaba a la gente que utilizaba cualquier medio para lograr sus fines, preferentemente con pura ascendencia de sangre mágica pero, sobre todo, con inventiva, determinación, un cierto desdén por las normas, astucia, aspiraciones de grandeza y hambre de poder.
Durante el periodo en el que Albus Dumbledore fue director de Hogwarts, la casa de Slytherin aceptó escasamente a magos mestizos, pero en el último libro se especifica que se había aceptado unos pocos hijos de muggles.
Hasta la llegada a Hogwarts de Harry Potter, la casa de Slytherin llevaba siete cursos seguidos ganando el torneo de las casas y la competición de Quidditch. Harry estuvo a punto de ser enviado a Slytherin por el Sombrero Seleccionador pero, tras haber oído la oscura reputación de la misma de ser la cuna de múltiples magos y brujas tenebrosos, se negó.
Slytherin siempre tuvo una reputación dudosa en cuestiones morales debido, precisamente, a las cualidades que su famoso fundador valoraba por encima de todo, pero tras la caída del Señor Tenebroso (Voldemort), esta noción sobre Slytherin cambió ya que muchos alumnos de esta casa, así como su entonces director, Horace Slughorn, se quedaron junto al colegio para combatir a Voldemort.[cita requerida]
El poder hablar pársel (la lengua de las serpientes) se asocia a esta casa porque su fundador, Salazar Slytherin podía hablarla, al igual que Sorvolo Gaunt, Morfin Gaunt y Tom Riddle, quienes descienden directamente de él.
En la página  web oficial de la saga wizarding world, se puede leer en la presentación a la casa Slytherin que tenían una mala fama no merecida debido a que ha habido notables magos y brujas practicantes de artes oscuras en esta emblemática casa. Sin embargo también cuenta que ellos son como las serpientes, elegantes, potentes y, con frecuencia, mal entendidos.

## Características principales de Slytherin
- Jefe de la casa: Severus Snape. En el séptimo libro, Horace Slughorn ocupa este cargo, ya que Severus Snape se convierte en director.
- Colores representativos: verde y plata.
- Animal representativo: serpiente
- Fundador: Salazar Slytherin
- Fantasma: El Barón Sanguinario
- Significado: Es una variación del verbo en inglés slithering, que significa literalmente "deslizándose".
- Características: Son personas que utilizan cualquier medio para lograr sus fines, poseen determinación, ambición, un cierto desdén por las normas, astucia, aspiraciones de grandeza y hambre de poder. Tienden a dudar antes de actuar, con el fin de sopesar todos los posibles resultados antes de decidir exactamente lo que se debe hacer y, una vez que lo averiguan, lo consiguen, dándole igual los medios para lograrlo.
- Localización: Su sala común está ubicada bajo el lago, el acceso se encuentra tras unos laberínticos pasillos, en las mazmorras, tras una puerta, escaleras abajo del vestíbulo. Tras la pared de piedra, se halla la Sala Común y las habitaciones, que incluyen lámparas de techo que iluminan toda su verde belleza: sillones de cuero negro, sillas y mesas de madera tallada, cubiertas de elaborados manteles.
- Elemento: Agua, asociado a la versatilidad y capacidad de adaptación de los Slytherins.

## El relicario de Slytherin
El relicario de Slytherin, el cual fue convertido en un Horrocrux por lord Voldemort, es un guardapelo con la marca de Salazar Slytherin (la letra  "S")
Esta reliquia pertenecía, primero a Salazar Slytherin, y fue heredado por sus descendientes hasta llegar a Marvolo Gaunt (Sorvolo Gaunt en otras versiones en español), luego pasó a manos de su hija, Merope Gaunt, la madre de Voldemort, quien, tras escaparse de su casa con un muggle al que dio de beber un filtro de amor el padre de Voldemort y de que este la abandonase, cuando se acabó los efectos del filtro de amor, lo vendió porque necesitaba dinero a la tienda de Borgin & Burkes. Donde años después trabajaría un joven Voldemort, apropiándose del relicario. Lo convirtió en un horrocrux y lo escondió en la cueva donde solían llevarle durante su estancia en el orfanato donde pasó su infancia hasta que ingresó en Hogwarts. Rodeó al horrocrux de numerosas barreras mágicas, y un ejército de inferis. Será en el sexto libro Harry Potter y el misterio del príncipe cuando Dumbledore, junto a Harry Potter, recuperan el relicario. Al final de dicho libro Dumbledore muere y es Harry quien se queda con el relicario, descubriendo que todos los esfuerzos habían sido inútiles, ya que no se trataba del relicario original. Según una nota dentro del propio relicario, el verdadero estaba en poder de Regulus Arcturus Black hermano de Sirius Black, padrino de Harry.
Tras interrogar a Kreacher descubren que Regulus conoció el secreto de Voldemort y se hizo con el relicario, habiendo sido dirigido por el elfo hasta la cueva donde voldemort había ocultado el relicario, regulus toma la poción que protegía el relicario quedando vulnerable ante los inferi, sintiendo que su vida terminaría pronto le pide al elfo que lo abandoné en la cueva y huya con el relicario. El relicario había permanecido durante años en las vitrinas de la casa de Grimmauld Place, hasta que, con la instalación de La Orden del Fénix allí, la señora Molly Weasley emprendió un proceso de limpieza. A pesar de que la mayoría de cosas fueron a la basura, Kreatcher consigue "robar" algunas y llevárselas a su cama. Mundungus Fletcher roba el relicario de la casa de Grimmauld Place para venderlo ilegalmente en el callejón Diagon. Cuando Harry se entera, por boca de Kreacher, acude a Mundungus y le exige explicaciones, este le dice Dolores Umbridge se quedó con el relicario a cambio de no denunciarle por venta ambulante. En su visita al Ministerio de Magia, en Harry Potter y las reliquias de la Muerte Harry logra robarle el relicario a Dolores Umbridge, quien lo usaba como collar, para presumir de su procedencia pura.
A partir de entonces y durante sus numerosos traslados para evitar ser cogidos por los Mortífagos se dan cuenta de que el relicario, durante el tiempo que lo llevaban puesto, les hacía estar más irritables . Se empiezan a turnar. Hasta que una noche, en un arrebato de Ron este se marcha dejando a Harry y Hermione solos. Tras meses, Harry ve una noche a una cierva de luz, y creyendo que era el patronus de su madre la sigue. La cierva le lleva hasta un pozo de agua congelado, bajo el cual estaba la espada de Godric Gryffindor. Harry se desnuda, y aún con el relicario puesto se hunde en el agua helada. Pero el relicario, cuando Harry se empieza a acercar a la espada empieza a estrangularlo. A punto de morir estrangulado Harry se ve rescatado por una figura que resulta ser Ron, que ha vuelto. Ron además saca la espada y Ron finalmente destruye el relicario.

## Slytherin y su mala fama
Mucha gente considera que la casa de Slytherin es exclusiva para magos oscuros y siniestros. No obstante, este es un concepto totalmente falso. Los Slytherin buscan la perfección y la grandeza. Son estudiantes que gozan de gran inteligencia. En este aspecto son incluso similares a la casa de Ravenclaw, si bien en Slytherin hay latente una agresiva ambición de éxito y poder y han salido tanto magos honrados (Merlín o Severus Snape) como oscuros (Tom Riddle o Bellatrix Lestrange).
La mala fama de Slytherin también se debe a que los hechos de la historia de Harry Potter son siempre contados desde el lado de Gryffindor, ya sea por los protagonistas o por personajes secundarios. 
Generalmente es una casa odiada por las demás, especialmente por los Gryffindor, donde las otras tres casas se alegran de las derrotas de Slytherin como victorias suyas.
Cuando en el séptimo libro Minerva McGonagall toma el poder de Hogwarts, la primera orden es evacuar a todos los alumnos de Slytherin en primer lugar, tras escuchar a una chica que tienen que coger a Harry para entregárselo a Voldemort y así salvarse.
A pesar de que la mayoría de los alumnos de Slytherin abandonaron el castillo del colegio en la Segunda Batalla de Hogwarts, algunos se quedaron para luchar.

## Listado de alumnos famosos
- Astoria Greengrass
- Tom Marvolo Riddle (lord Voldemort)
- Dolores Umbridge
- Severus Snape
- Draco Malfoy
- Lucius Malfoy
- Albus Potter
- Scorpius Malfoy
- Bellatrix Lestrange (Apellido de soltera Black)
- Andromeda Tonks (Apellido de soltera Black)
- Narcissa Malfoy (Apellido de soltera Black, es hermana de Bellatrix Lestrange y Andromeda Tonks)
- Regulus Arcturus Black (Hermano de Sirius Black)
- Pansy Parkinson
- Vincent Crabbe
- Gregory Goyle
- Horace Slughorn
- Blaise Zabini
- Diane Carter
- Daphne Greengrass
- Millicent Bulstrode
- Theodore Nott
- Adrian Pucey (Quidditch)
- Cassius Warrington (Quidditch)
- Graham Montague (Quidditch)
- Terence Higgs (Quidditch)
- Lucian Bole (Quidditch)
- Peregrine Derrick (Quidditch)
- Harper (Quidditch)
- Vaisey (Quidditch)
- Urquhart (Quidditch)
- Marcus Flint (Quidditch)
- Varios miembros de la Casa Black
- Merlín
- Muchos más